# Jazzmatazz, Vol. 2: The New Reality
Jazzmatazz, Vol. 2: The New Reality – druga płyta z serii Jazzmatazz wydana 18 lipca 1995 roku.
Oprócz rapera Guru na płycie usłyszeć można takich artystów jak Branford Marsalis, Courtney Pine, Dee C. Lee, Chaka Khan, Donald Byrd, DJ Premier, Jamiroquai, Kool Keith, Patra i innych. Album został wydany przez Chrysalis Records 18 lipca 1995 roku.

## Lista utworów
1. "Light It Up / New Reality Style (Intro / Jazzalude I)" – 1:44
2. "Lifesaver" – 4:13
3. "Living in This World" – 4:29
4. "Looking Through Darkness" – 4:48
5. "Watch What You Say (Interview)" – 5:00
6. "Defining Purpose (Jazzalude II)" – 1:02
7. "For You" – 4:10
8. "Medicine (Mental Relaxation)" – 4:19
9. "Lost Souls" – 4:12
10. "Nobody Knows (The Real Deal)" – 3:58
11. "Hip Hop As A Way Of Life (Jazzalude III)" – 1:17
12. "Respect The Architect" – 4:51
13. "Feel the Music" – 3:57
14. "Young Ladies" – 4:12
15. "The Traveler" – 4:01
16. "Maintaining Focus (Jazzalude IV)" – 1:18
17. "Count Your Blessings" – 4:02
18. "Choice Of Weapons" – 4:24
19. "Something in the Past" – 3:19
20. "Revelation (Alot on My Mind)" – 4:35

## Single
- "Lifesaver" (gościnnie Lucien,Babye)
- "Watch What You Say" (gościnnie Chaka Khan)
- "Feel the Music"

## Twórcy
- Marc Antoine — Gitara
- Bahamadia — Głos
- Baybe — Głos
- Carlos Bess — Mix
- Big Shug — Głos
- Bu — Głos
- Donald Byrd — Pianino, Trąbka, Produkcja
- Rob Caprio — Techniczny
- Choko — Kreatywny Wkład
- Mike Chukes — Techniczny
- Jez Colin — Bas
- Wallace Collins — Didjeridu
- Derrick Davis — Flet, Sax (Alto)
- Tony Dawsey — Mastering
- DJ Premier — Produkcja
- DJ Red Handed — Scratching
- DJ Scratch — Scratching
- DJ Sean-Ski — Scratching
- Bill-Dog Dooley — Techniczny
- Neale Easterby — Producent Wykonawczy
- Keith Elam — Producent Wykonawczy
- Paul Ferguson — Pianino, Keyboard
- Gordon Franklin — Kreatywność
- Darren Galea — Sax (Tenor)
- Kenny Garrett — Saksofon, Fender Rhodes
- Steve Gursky — Techniczny, Mixing
- Guru — Aranżacje, Compozytor, Głos, Produkcja, Mixing
- Gus Da Vigilante — Głos
- Brian Holt — Bas, Gitara, Keyboard
- Freddie Hubbard — Trąbka
- Kenneth Ifil — Techniczny
- Ken Ifill — Techniczny
- Jamiroquai — Głos
- J.B. — Techniczny
- Ben Jones — Techniczny
- Benny Jones — Techniczny
- Ronny Jordan — Gitara, Produkcja
- Ini Kamoze — Głos
- Jason Kay — Głos
- Chaka Khan — Głos
- Jan Kincaid — Pianino
- Kool Keith — Głos
- Thierry Le Goues — Zdjęcia
- Dee C. Lee — Głos
- Shawn Lee — Perkusja
- Ramsey Lewis — Syntezator, Pianino, Syntezator Moog
- Lucien — Głos
- Henry Marquez — Kierownictwo Artystyczne
- Branford Marsalis — Sax
- Willie McNeil — Perkusja
- Dennis Mitchell — Keyboard, Techniczny
- Sikken Moov — Głos
- Leo Morris — Techniczny
- Leo Swift Morris — Techniczny
- Patrick Moxey — Producent Wykonawczy
- Me'Shell NdegéOcello — Bas, Głos
- Shara Nelson — Głos
- Nikke Nicole — Produkcja
- Panchi Da Wild Comanchi — Wkład Kreatywny
- Mica Paris — Głos
- Patra — Głos
- Courtney Pine — Flet, Saksofon
- Bernard "Pretty" Purdie — Perkusja
- Joe Quinde — Techniczny
- Dennis Rodriguez — Keyboard
- J. Rodriguez — Klarnett, Flet
- Mike Rone — Kreatywność
- Eddie Sancho — Techniczny, Mix
- Solsonics — Produkcja
- Mark Sparks — Produkcja
- Sweet Sable — Głos
- True Master — Głos, Produkcja
- Yoram Vanan — Techniczny
- Yorum Vazan — Techniczny
- Kieran Walsh — Techniczny
- Reuben Wilson — Organy
- Stuart Zender — Bas